# الأرنب الأبيض

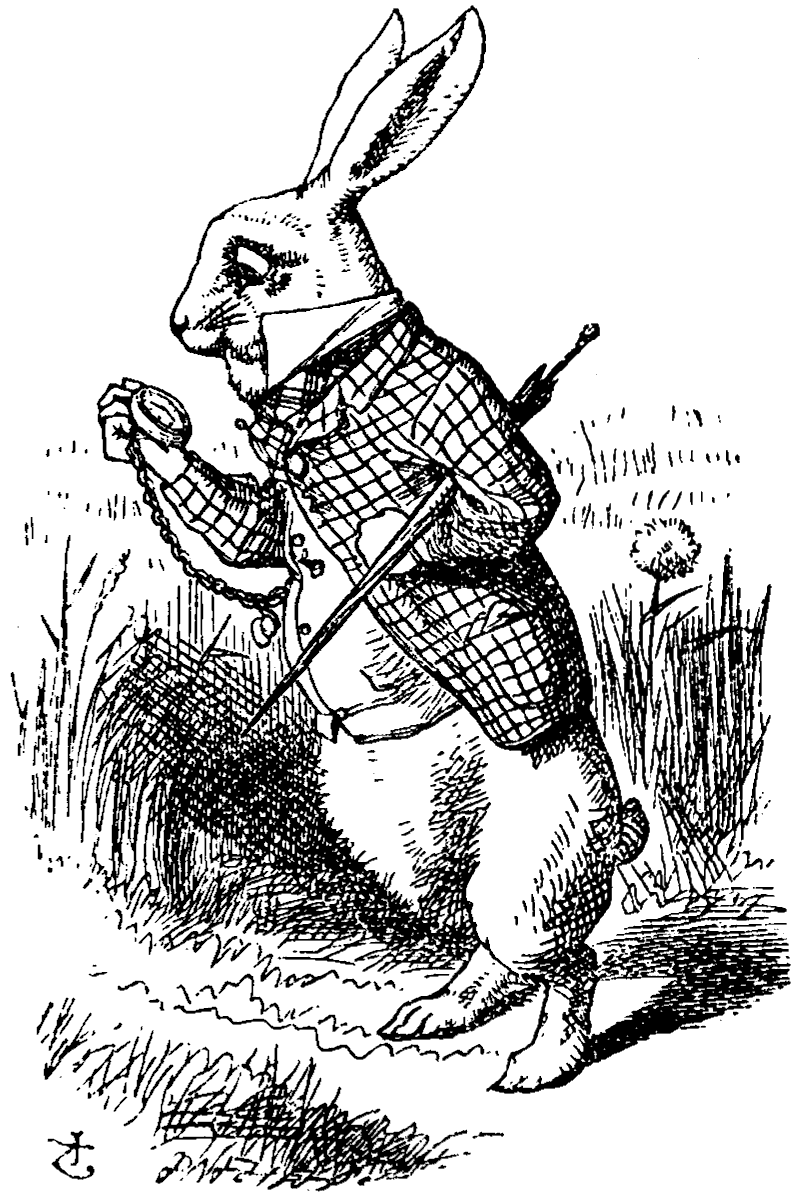
رسم يصوّر الأرنب الأبيض

الأرنب الأبيض هو شخصية خيالية في رواية لويس كارول أليس في بلاد العجائب.
يظهر الأرنب الأبيض في بداية القصة، في الفصل الأول منها، مرتدياً صدرة وهو يتمتم: يا إلهي! يا إلهي! لقد تأخرت!، فتلحقه أليس إلى جحره وتدخل بذلك عالم بلاد العجائب الخيالي. كما تظهر شخصية الأرنب الأبيض في مواقف متفرقة أخرى من الرواية.

## اقرأ أيضاً
- أليس في بلاد العجائب
- همبتي دمبتي
- أليس (شخصية)